# Kula (powieść)
Kula (tyt. oryg. Sphere) – powieść amerykańskiego autora 
Michaela Crichtona opublikowana w 1987.

## Treść
Jest historią Normana Johnsona, psychologa dołączonego przez amerykańską marynarkę wojenną do zespołu naukowców, zebranych w celu zbadania statku kosmicznego nieznanego pochodzenia odkrytego na dnie Oceanu Spokojnego. Powieść zaczyna się jako opowieść science-fiction, ale szybko przekształca się w thriller psychologiczny, rozwijając się w eksplorację natury ludzkiej wyobraźni i wywodu na temat tego, czym mogą stać się ludzkie marzenia, pragnienia i lęki.

## Ekranizacja
Powieść została zekranizowana w 1998 pt. Kula. W rolach głównych wystąpili Dustin Hoffman, Sharon Stone oraz Samuel L. Jackson.